# پابزرگ تانیمبار
پابزرگ تانیمبار یا بوته‌مرغ تانیمبار (نام علمی: Megapodius tenimberensis) یک مرغ پابزرگ کوچک بومی جزایر تانیمبار اندونزی است. گاهی به عنوان زیرگونه‌ای از بوته‌مرغ پانارنجی، Megapodius reinwardt در نظر گرفته می‌شود.
این پرنده زمینی به اندازه یک مرغ اهلی است که در طیف گسترده‌ای از زیستگاه‌های جنگلی و بوته‌ای یافت می‌شود.